# Кукари
Кукари (укр. Кукарі) — село в Репкинском районе Черниговской области Украины. Население 33 человека. Занимает площадь 0,27 км².
Код КОАТУУ: 7424456005. Почтовый индекс: 15042. Телефонный код: +380 4641.

## Власть
Орган местного самоуправления — Любечский поселковый совет. Почтовый адрес: 15041, Черниговская обл., Репкинский р-н, пгт Любеч, ул. Красная Площадь, 3. Тел.: +380 (4641) 4-31-51; факс: 4-33-01.